# Chá puerh

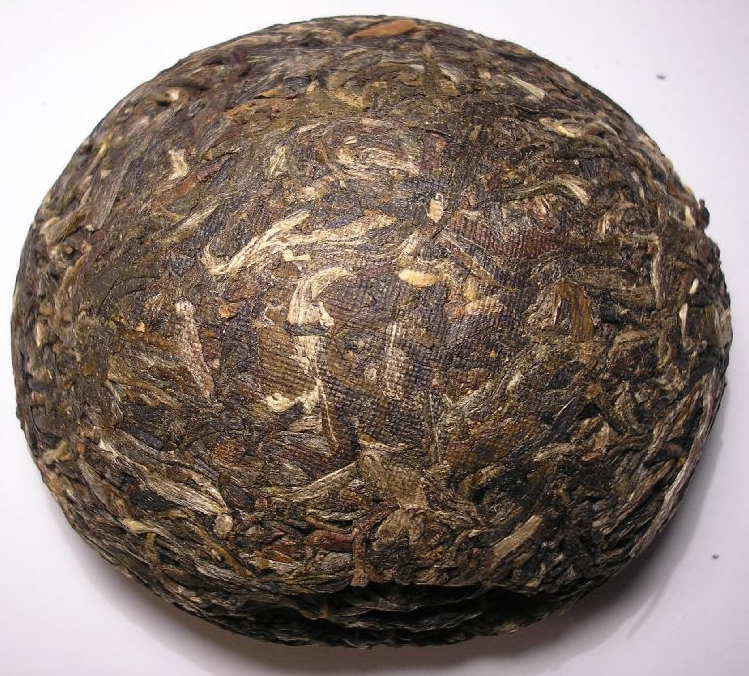
Chá Pu-erh. prensado em taça.

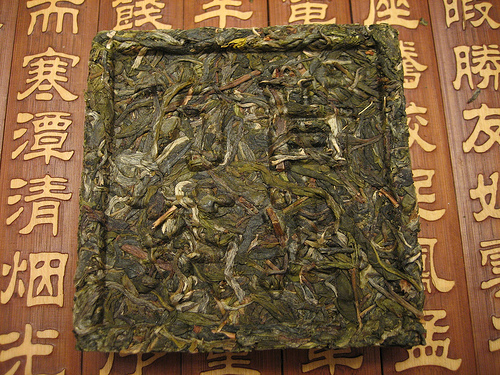
Chá Pu-erh verde prensado em tijolo.

O chá puerh é uma variedade de chá "pós-fermentado" (envelhecido) cujo nome vem do condado de Pu'er em Yunnan, na China.
Ao contrário da maioria dos chás, pu ehr é tradicionalmente compactado e envelhecido por pelo menos alguns anos antes de ser consumido, sofrendo uma  pós-fermentaçäo que lhe dá um sabor mineral característico. Por esse motivo, é também classificado, assim como é feito com vinhos, por seu ano de produção, chegando os Pu-erh mais antigos a custar verdadeiras fortunas.
Note-se que se denomina por Pu-erh o chá proveniente do condado de Pu'er. Também existe Pu-erh verde, mas sendo um chá verde comum. O que é particular na produção de chá deste condado é o hábito de prensar e envelhecer o chá de maneira controlada de modo a gerar uma pós-fermentação. Este chá também pode ser consumido antes de ser envelhecido, como chá verde, mas o Pu-erh mais valorizado é o envelhecido. Por outro lado, métodos modernos permitem obter um efeito semelhante ao envelhecimento em relativamente pouco tempo, o que permite a existência de chá Pu-erh dito "cozinhado" em folhas soltas e até em saquinhos.
O Pu-erh é considerado um chá medicinal e, na cultura popular cantonesa, em que também é conhecido por po-lay, bo-lay e bo-nay, é consumido em dim sums, por acreditarem que ajuda na digestão.